# مديرية البريقة

تعديل مصدري - تعديل

مديرية البريقة (عدن الصغرى) هي مدينة ومديرية في محافظة عدن في اليمن. بلغ عدد سكانها 62405 نسمة عام 2004.

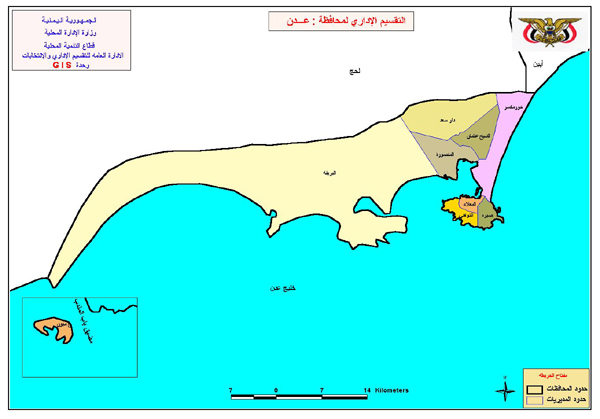
موقع مديرية البريقة في محافظة عدن

## التسمية
عدن الصغرى هي التسمية الحديثة (للبريقة حالياً)، وقد أطلق الإنجليز عليها هذه التسمية بعد احتلالهم لعدن؛ وذلك لكون البريقة مقابلة لعدن (كريتر)، وتشترك معها ببعض السمات التضاريسية المتشابهة.
ذكر كتاب الطواف حول البحر الإرتري، والذي ينسب لمؤلف يوناني مجهول من القرن الثاني قبل الميلاد، ذكر جزراً سماها "جزر السعادة" (باليونانية: Εὐδαίμονες νῆσοι). بحسب والتر مولر، جزر السعادة ليست سقطرى كما كان الرأي الشائع، وإنما بحسب الوصف الجغرافي المعطى، فهي لابد أنها في عدن، والأرجح أنها البريقة ورأس عمران التان يبدو أنها كانتا جزيرتان وسط البحر في العصور القديمة.

## التاريخ الاستعماري
عندما احتل الاستعمار الإنجليزي عدن كانت البريقة جزءاً من السلطنة العربية، وقد ذكر ابن المجاور في العصور الوسطى اسم (البريقة) ؛ ولذلك تعتبر أقدم من التسميات الحديثة لبقية السلطنات كالعبادل والعوالق والحواشب

## النفط
تهيمن على منطقة عدن الصغرى (البريقة) مصفاة النفط الضخمة التي بنتها شركة بريتيش بتروليم (BP) عام 1953. حيث تم بناء واستيراد الكثير من المساكن الخشبية لإيواء الآلاف من العمال المهرة لبناء المصفاة، وفي في وقت لاحق استعملت الأبنية لايواء أسر موظفي إدارة المصفاة، وضمت المنطقة أحواضا للسباحة ونادي الشاطئ. تضم المنطقة أيضاً ميناءً لتصدير النفط المكرر.

## التقسيم الإداري
الأحياء التابعة للمديرية:
| حي                       | عدد المساكن | عدد الأسر | الذكور | الأناث | الإجمالي |
| ------------------------ | ----------- | --------- | ------ | ------ | -------- |
| حي التحالف (عدن)         | 1110        | 1005      | 3108   | 3045   | 6153     |
| حي الشهداء (عدن)         | 2456        | 2118      | 6851   | 6154   | 13005    |
| حي فقم (عدن)             | 409         | 388       | 1237   | 1152   | 2389     |
| الحي الفارسي (عدن)       | 373         | 360       | 1145   | 1060   | 2205     |
| حي الزحف الأحمر (عدن)    | 894         | 787       | 2488   | 2203   | 4691     |
| حي ناجي (عدن)            | 1150        | 1105      | 4426   | 4223   | 8649     |
| حي القاضي (عدن)          | 1374        | 1308      | 4237   | 4305   | 8542     |
| حي أكتوبر (البريقة)      | 888         | 825       | 2216   | 2166   | 4382     |
| جزيرة الجزر              | 0           | 0         | 0      | 0      | 0        |
| جزيرة البيضاء (المنخفضة) | 0           | 0         | 0      | 0      | 0        |
| جزيرة حبان (الصخور)      | 0           | 0         | 0      | 0      | 0        |
| جزيرة صليل كبير          | 0           | 0         | 0      | 0      | 0        |
| جزيرة صليل صغير          | 0           | 0         | 0      | 0      | 0        |
| جزيرة الجزيرة            | 0           | 0         | 0      | 0      | 0        |
| جزيرة أبو شملة           | 0           | 0         | 0      | 0      | 0        |
| جزيرة جبل عزيز           | 0           | 0         | 0      | 0      | 0        |
| جزيرة جحب                | 0           | 0         | 0      | 0      | 0        |
| جزيرة زهيرا              | 0           | 0         | 0      | 0      | 0        |
| جزيرة طويلة              | 0           | 0         | 0      | 0      | 0        |
| جزيرة بحارة              | 0           | 0         | 0      | 0      | 0        |
| الإجمالي                 | 10446       | 9614      | 31872  | 30190  | 62062    |

## المعالم الهامة

### كنيسة منطقة صلاح الدين
كنيسة منطقة صلاح الدين بالبريقة شيدت خلال النصف الثاني من القرن التاسع عشر الميلادي خلال فترة الاستعمار الإنجليزي لعدن بالقرب من أماكن وجود جنودهم بغرض التعبد فيها، وهي مطلية بالنحاس في برجها، ويوجد بها جرس، وتبعد عن مركز المحافظة بحوالي 29 كم.

### ميناء البريقة
يعد ميناء البريقة من أقدم المواني، ويكتسب أهميته الإستراتيجية من قربه من باب المندب، كما يكتسب أهميته أيضاً كميناء لتصدير النفط المكرر والذي تقوم بتكريره شركة مصافي عَدَن التي أنشئت في عام 1953م بغرض تأمين النفط المكرر والمشتقات الأخرى للأسواق المحلية والإقليمية، وتقدر الطاقة الإنتاجية للمصفاة (بـ 8 ملايين طن سنوياً).

### قلعة جبل الغدير
تعتبر من أبرز الحصون والقلاع الموجودة على شاطئ الغدير بمواجهة الشاطئ الأزرق، وتعد قلعة تاريخية، وتتكون من دورين، وهي مبنية من أحجار صخرية، ويوجد أعلاها بقايا آثار دفاعية، كما يوجد لها مدرج للوصول إلى موقع القلعة من أسفل الجبل تبلغ عدد درجاتها 1204 مرصوفة بالأحجار، وقد تم استغلالها خلال فترة الاستعمار الإنجليزي لعدن حيث كانت موقعاً وقاعدة عسكرية استخدمت للحماية والمراقبة للسفن الوافدة، وترتفع عن مستوى سطح البحر حوالي 1000 قدم، طولها ما بين 300 -400 متر، وقد استخدمت القلعة لحماية ميناء البريقة القديم من الجهة الغربية.

### شاطئ الغدير
يقع شاطئ الغدير في منطقة الغدير بالبريقة عَدَن الصغرى، ويعد من أجمل الشواطئ، ويتميز بموقعه الجميل، وهو منتزه سياحي توجد به شاليهات واستراحات توفر الخدمات السياحية والتي تفي بمتطلبات الزوار الذين يرتادون هذا الشاطئ خاصة من السياح والزوار المحليين الذين عادة ما يأتون لقضاء إجازاتهم الصيفية أو في المناسبات مثل عطلة الأسبوع (الجمعة) أو الأعياد والمناسبات الأخرى، ويعد شاطئ الغدير مع شاطئ جولد مور من أفضل الشواطئ التي يفضل الزائر القدوم إليها، ويوجد بالقرب من الشاطئ قلعة الغدير.

### صهريج (لحفظ المياه)
اقتضت حاجة تأمين مياه الشرب قديماً عند اليمنيين الأوائل القاطنين بمدينة عَدَن استحداث أنظمة لتصريف وخزن المياه عرفت بالصهاريج، وقد مرت تلك الاستحكامات الخاصة بالمياه بظروف ومتغيرات عبر التاريخ بين انطمارها ومن ثم تجديدها وإحيائها في فترات لاحقة، ويعد هذا الصهريج من جملة صهاريج أخرى متفرقة بالمدينة لم تعد أغلبها موجودة، وهو خارج نظام الصهاريج المعروفة بصهاريج الطويلة الشهيرة وتتعدد الأغراض الخاصة باستخدام مياه الصهاريج من تأمين مياه الشرب اليومية واستخدامات الري والزراعة.
يقع هذا الصهريج في ملتقى ثلاثة جبال، وتصب فيه سيول الأمطار التي تهطل على تلك الجبال والصهريج في وضعيته الحالية لا يستخدم لحفظ المياه وخزنها، وهو ممتلئ بالأتربة والمخلفات والحشائش البرية الصغيرة التي تنمو في أماكن متفرقة، وبات وضع الصهريج مهملاً وطواه النسيان، ويقع هذا الصهريج في جنوب منطقة الخيسة بالقرب من جبل الخيسة، ويبعد عن منطقة البريقة بمسافة ما بين 300م – 400م غرباً.